# 한국사이버농업인연합회
한국정보화농업인중앙연합회는 농산물 전자상거래 활성화 및 디지털 농촌문화 확산에 기여할 목적으로 2002년 9월 10일 설립된 대한민국 농림축산식품부 소관의 사단법인이다. 사무실은 경상남도 고성군 동해면 구절로 679-49에 있다.

## 주요 사업
- 자발적이고 내실있는 홈페이지 운영을 위해 회원간 전자상거래 기법공유, 정기적인 교육 및 세미나 실시
- 법인 홈페이지를 구축하여 홍보 및 정보교환의 장으로 활용
- 온라인 쇼핑몰, 백화점등과 온·오프라인 판매행사 추진 등 농산물 전자상거래 활동을 통한 직거래 사업
- 상품 카다로그 제작·홍보, 지역축제 및 행사참여 등 다양한 이벤트 추진으로 농산물 홍보 및 판매활동

## 회원 자격
- 인터넷으로 정보화 및 사이버농업을 추구하는 생산자나 생산자단체